# 哈蘭貝遭槍殺事件
哈蘭貝遭槍殺事件是一起發生於2016年5月28日的動物園安全事件，一名三歲的男孩進入辛辛那堤動物和植物園的大猩猩圍欄裡，17歲的哈蘭貝西部低地大猩猩靠近男孩並照顧了他。即使哈蘭貝是在保護男孩，園方工作人員因擔憂男童性命的安危，便射殺了哈蘭貝。這起射殺事件被錄下來，並隨著影片的傳播而受到國際間的廣泛關注。許多靈長類學者和保育人士評論，動物園在當下沒有別的選擇，並強調動物園裡的動物靠近人類時的危險性，以及應該建立更好的處置標準。

## 哈蘭貝
哈蘭貝（/həˈrɑːmbeɪ/，hə-RAHM-bay）於1999年5月27日出生在德克薩斯州布朗斯維爾葛蘭迪波特動物園，他由贏得命名大賽的當地顧問 Dan Van Coppenolle命名，命名由來是利塔·馬利的歌曲《Harambe (Working Together for Freedom)》（哈蘭貝 (為自由而共鬥)），而 Harambee是史瓦希里語裡用於描述共同勞動的用語，這個字亦寫在肯尼亚的國徽上。2014年9月18日，哈蘭貝被送往辛辛那堤動物和植物園，以便融入大猩猩的社會群體並學習成年大猩猩的行為。

## 事件
2016年5月28日，一名造訪辛辛那提動物園的三歲男童落入了大猩猩的棲息地「大猩猩世界」的水道。據目擊者表示，他們聽到那名男童說想要進入圈有大猩猩的圍欄內，接著、那名男童攀上3英尺（0.91）的護欄、爬過4英尺（1.2）的灌木叢，接著往下掉落了15英尺（4.6），跌入水很淺的水道。園方發現後立刻引導該處的三頭大猩猩移動至內部區域，其中兩隻也確實地返回去，不過哈蘭貝並沒有這麼做，牠跳下水道、開始靠近那名落入水中的男童。
在接下來的十分鐘內，周圍的旁觀者騷動著，尖叫聲此起彼落，哈蘭貝受到這些聲音影響，變得激動而困惑。哈蘭貝把男童拖在水面上移動，偶爾在男童坐下時扶起他、或是在他站立時把他推下。他表現出「示威」——四處走動並高舉著雙臂，讓自己的外表看起來更大——的舉止，接著哈蘭貝把男孩帶上水道的梯子、推到陸地上。動物園的工作人員擔憂男童性命，決定用單發步槍射殺哈蘭貝，辛辛那提消防隊員表示，當子彈射出之時，那名男童就在哈蘭貝的雙腿之間。哈蘭貝當場死亡，那天是牠過17歲生日後的隔一天。

## 反應
射殺大猩猩的做法引起了爭議，某些動物行為學者表示觀察不出哈蘭貝是否有攻擊男童的傾向，有些人認為男童的雙親或動物園方應該為哈蘭貝的死負起責任。園方主管塔納·麥納德表示：「男童遭到不溫柔的拖行，他頭昏眼花，有一定的風險」。男童雙親面對警方的形式調查時，捍衛了動物園的行為，而男童的母親也遭受許多來自網際網路和社群媒體的騷擾。2016年6月6日，俄亥俄州檢察官喬·迪達表示，該名母親不會面臨任何不法行為的指控，動物園方則是配合美國農業部和制定動物園相關標準的動物園與水族館協會進行調查。
這起事件被旁觀者拍攝下來，在上傳至YouTube後流傳至世界各地。諸多名人都批評了這起事件，包括演員瑞吉·葛文、歌手布賴恩·梅、電視名人皮爾斯·摩根。而當時美國的共和黨總統候選人唐納·川普表示該起事件「在這麼糟的狀況下沒別的辦法」。
這起事件引發了靈長類動物學家的爭論，爭論之處在於大猩猩和其它靈長類動物是否應該被圈禁。靈長類動物學者珍·古德依據影片透露的細節判斷，哈蘭貝試著在保護男童。之後、珍·古德在接受國際愛護動物基金會主席的採訪時做了更詳細的論述，她認為動物園別無選擇、只能殺死哈蘭貝。她評論：「儘管這對於男童、男童的雙親、哈蘭貝、動物園方、照顧者和社會大眾而言，這都是一件可怕的事，但人在接觸野生動物時，有時候就是得做出生死抉擇」並表示只要人類持續地接觸野生動物或動物園內的動物，就不可能預防突發事故的發生，不過她認為「以最高標準照顧動物的動物園扮演著重要角色」。動物管理員傑克·漢納站在動物園方的立場，堅定地捍衛其行動是「正確的決定」，他指出麻醉槍需要五至十分鐘才會生效，而且可能會造成哈蘭貝的行為更加難以預料。靈長類學者弗蘭斯·德·瓦爾表示園方的選擇並不多，「大猩猩是孔武有力的生物，儘管哈蘭貝可能立意良善──更何況我們並不知道牠的動機──也可能會殺死男童。」

### 衍生及網路迷因
在哈蘭貝死亡之後，牠成為許多網路迷因的主體。沃克斯传媒指出，哈蘭貝肯定是2016年網路迷因中的佼佼者。《時人》雜誌評論，哈蘭貝會繼續活在網際網路使用者的群體記憶中，並成為一個罕見的、受人尊敬的迷因主體。《華盛頓郵報》和《紐約》雜誌都注意到這個迷因中最常見的一個模式是將哈蘭貝塑造成至高無上、無私奉獻的聖者，還給牠偽造了一些貢獻。並指出「越是真誠且機動地表達對哈蘭貝的哀悼，這個迷因就越好笑」。例如，「Dicks out for Harambe」標語會被視為對需要真正表示哀悼的事件表達虛假的敬意。。 正如Vox的阿賈·挪馬諾（Aja Romano）所述：「如果你是個進步主義者，那哈蘭貝迷因讓你有機會嘲弄你認定的虛偽的主流，同時避免面對真正的社會正義問題；而若你是個保守主義者，則哈蘭貝迷因讓你有機會嘲弄自由的歇斯底里」迷因的主題之一是陰謀論，例如以「哈蘭貝事件是布希幹的」影射九一一事件陰謀論；而在澳大利亞，群眾玩笑性地將哈蘭貝的屍體寫入投票單中，支持牠參選該年的聯邦大選；公共政策民調基金會在美國總統大選期間將哈蘭貝列入民意調查的名單中，在2016年7月底，哈蘭貝的支持率達5%，比綠黨提名人吉爾·史坦還高。
辛辛那提動物園主任塔納·麥納德對哈蘭貝成為網路迷因感到不滿，並表示：「我們動物園需要療傷，不斷提起這件事會讓我們更難走出傷痛。」並表示會加倍努力保護大猩猩，呼籲大眾加入他們的行列。由於動物園官方Twitter持續地遭受網路白目批評，在2016年8月下旬關閉了帳戶，兩個月後、帳戶重新開啟。

### 流行文化
次文化團體御宅掛（Otaku Gang）發佈了一款格鬥遊戲《哈蘭貝大戰卡普空》（Harambe vs. Capcom），以M.U.G.E.N引擎製成，玩家在遊戲中可操控哈蘭貝對抗卡普空旗下的角色。
美國饒舌歌手揚·薩格和Dumbfoundead發行了名為《哈蘭貝》的歌曲。前者在表示該專輯的曲目都是以他的偶像命名；而後者將哈蘭貝的命運比喻為幫派暴力和警察濫權的結果。加拿大製片人Excision在他2016年發售的專輯《病毒》（Virus）中有一首名為《哈蘭貝》的歌曲。
在都柏林动物园內誕生了一隻新生大猩猩並徵選命名時，一名少年向園方提議、將該新生大猩猩命名為哈蘭貝二世，若是雌性則命名為哈蘭貝塔。

## 外部連結
- 哈蘭貝照片集（页面存档备份，存于）